# Antitrygodes dentilinea
Antitrygodes dentilinea är en fjärilsart som beskrevs av W. Warren 1897. Antitrygodes dentilinea ingår i släktet Antitrygodes och familjen mätare. Inga underarter finns listade i Catalogue of Life.